# Клименко, Юрий Николаевич
Ю́рий Никола́евич Климе́нко (род. 4 сентября 1959) — российский дипломат. Чрезвычайный и полномочный посол (2023).

## Биография
Окончил Московский государственный институт международных отношений (МГИМО) МИД СССР в 1981 году. Владеет английским и испанским языками. На дипломатической работе с 1981 года.
В 1997—2000 годах — заместитель директора Первого департамента стран СНГ МИД России.
В 2000—2004 годах — советник-посланник Посольства России в Испании.
В 2004—2012 годах — заместитель директора Первого европейского департамента МИД России.
В 2012—2020 годах — генеральный консул Российской Федерации в Барселоне (Испания).
В 2020—2022 годах — заместитель директора Первого европейского департамента МИД России.
С 18 ноября 2022 года — чрезвычайный и полномочный посол Российской Федерации в Испании и Андорре по совместительству.

## Дипломатический ранг
- Чрезвычайный и полномочный посланник 2 класса (25 июля 2003)[3].
- Чрезвычайный и полномочный посланник 1 класса (10 июня 2017)[4].
- Чрезвычайный и полномочный посол (9 июня 2023)[5].

## Награды
- Орден Дружбы (1 февраля 2025 года) — за большой вклад в реализацию внешнеполитического курса Российской Федерации и многолетнюю добросовестную дипломатическую службу[6].
- Медаль ордена «За заслуги перед Отечеством» II степени (14 октября 2012 года) — за большой вклад в реализацию внешнеполитического курса Российской Федерации и многолетнюю добросовестную работу[7].